# Alma Mater Museum
Alma Mater Museum – mieszczące się w pałacu biskupim w Saragossie dawne muzeum diecezjalne (Museo Diocesano de Zaragoza - MUDIZ). Inaugurowane 21 marca 2011 muzeum gromadzi eksponaty należące do archidiecezji Saragossy.